# Park Narodowy Rawa Aopa Watumohai
Park Narodowy Rawa Aopa Watumohai – park narodowy Indonezji, leżący na terenie prowincji Celebes Południowo-Wschodni. Prócz tego jest również objęty Konwencją ramsarską od 6 marca 2011 roku, a od 2004 roku uznawany przez BirdLife International jako Important Bird Area. Powierzchnia IBA jest identyntyczna jak parku i wynosi 105 194 ha.

## Flora
Pełny wykaz gatunków roślin występujących na terenie parku:

- Adiantaceae (Coniogramme serrulata)
- Annonaceae (Saccopetalum horsfieldii)
- Araceae (Pistia stratiotes, Pothos)
- Avicenniaceae (Avicennia marina)
- Casuarinaceae (Casuarina)
- Ceratophyllaceae (Ceratophyllum demersum)
- Characeae (Chara fragilis)
- Convolvulaceae (Ipomoea indica)
- Cyperaceae (Cyperus, Hypolytrum nemorum, Mapania pandanophyllum, Scleria scrobiculata)
- Dipterocarpaceae (Hopea gregaria)
- Ebenaceae (Diospyros malabarica)
- Euphorbiaceae (Aporusa)
- Gramineae (Andropogon, Imperata cylindrical, Leersia hexandra, Panicum repens, Saccharum spontaneum)
- Guttiferae (Calophyllum soulattri, Garcinia celebica);
- Hydrocharitaceae (Hydrocharis dubia);
- Lecythidaceae (Planchonia valida)
- Caesalpinioideae (Intsia bijuga)
- Lentibulariaceae (Utricularia)
- Lythraceae (Sonneratia acida, Sonneratia alba)
- Malvaceae (Hibiscus tiliaceus, Nymphoides indica)
- Moraceae (Artocarpus teysmannii)
- Myrtaceae (Baeckea frutescens, Eugenia, Metrosidoros petiolata)
- Nelumbonaceae (Nelumbo nucifera)
- Nymphaeaceae (Nymphaea)
- Onagraceae (Ludwigia adscendens)
- Palmae (Arenga pinnata, Corypha, Licuala, Livistona, Metroxylon sagu, Oncosperma, Pholidocarpus)
- Pandanaceae (Freycinetia)
- Polypodiaceae (Lecanopteris)
- Rhizophoraceae (Bruguiera gymnorrhiza, Ceriops tagal, Rhizophora apiculata, Rhizophora mucronata, Rhizophora stylosa)
- Rubiaceae (Nauclea orientalis)
- Thelypteridaceae (Thelypteris)
- Verbenaceae (Vitex)

## Fauna
Na terenie tego parku narodowego występują ssaki takie jak wyrak upiór (Tarsius spectrum), makak czubaty (Macaca nigra), anoa nizinny (Bubalus depressicornis), anoa górski (Bubalus quarlesi), Strigocuscus celebensis (pałankowate), sambar sundajski (Cervus timorensis), łaskun brązowy (Macrogalidia musschenbroekii) i babirussa (Babyrousa babyrussa).
Z gadów wymienić można agamę soasoa (Hydrosaurus amboinensis), gekony Gehyra mutilata i Hemidactylus frenatus, jaszczurkę Eutropis multifasciata, warana paskowanego (Varanus salvator), pytona siatkowego (Python reticulatus) oraz krokodyla różańcowego (Crocodylus porosus). Na terenie PN Rawa Aopa Watumohai występuje 12 gatunków ryb: Anguilla celebesensis, Barbodes gonionotus; Cyprinus carpio, Clarias batrachus, Dermogenys orientalis, Aplocheilus panchax, Monopterus albus, Oreochromis mossambicus, Helostoma temminckii, Anabas testudineus, Trichogaster trichopterus i Channa striata.

## Awifauna
Gatunkami, które zadecydowały o zaklasyfikowaniu Rawa Aopa Watumohai jako Important Bird Area, są dwa narażone na wyginięcie gatunki – dławigad malajski (Mycteria cinerea) i chruścielak gołolicy (Gymnocrex rosenbergii), jeden zagrożony – nogal hełmiasty (Macrocephalon maleo) oraz jeden krytycznie zagrożony, kakadu żółtolica (Cacatua sulphurea). Ogólnie na terenie parku występuje 155 gatunków ptaków, z czego 32 są zagrożone wyginięciem. Spośród niezagrożonych wymienić można np. następujące gatunki: muchołówka białobrzucha (Ficedula rufigula), skworczyk krótkosterny (Aplonis minor), trzciniak wschodni (Acrocephalus orientalis), kwiatówka żółtoboczna (Dicaeum aureolimbatum), nektarzyk żółtobrzuchy ( Anthreptes malacensis), mniszka jarzębata (Lonchura molucca).